# 三宅優
三宅 優（みやけ ゆう）とは、愛媛県松山市出身の音楽家。ゲームミュージックの作曲編曲およびディレクション・プロデュースを手掛ける。1997年よりバンダイナムコゲームスに所属していたが、2011年6月に独立。NAMCOサウンドチーム出身者による同人音楽サークルnanosoundsの一員であり、DJとしてEutronの別名を持つ。

## 主な作品
（楽曲提供、共作の作品を含む）

### ゲーム
- 鉄拳3（1997年3月）AC / PS / PS2
- てんこもりシューティング（1998年12月）AC
- 鉄拳タッグトーナメント（1999年7月 AC / PS2 / PS3
- リッジレーサーV（2000年7月18日）PS2
- フォトバトール（2001年2月26日）AC
- 鉄拳4（2001年8月）AC / PS2
- R:RACING_EVOLUTION（2003年11月27日） PS2 / ゲームキューブ / Xbox 360
- 塊魂（2004年3月18日）PS2
- 鉄拳5（2004年11月）AC / PS2
- リッジレーサーズ（2004年12月12日）PSP
- みんな大好き塊魂（2005年7月7日）PS2
- リッジレーサー6（2005年12月10日）Xbox 360
- 僕の私の塊魂（2005年12月22日）PSP
- リッジレーサー7（2006年11月11日）PS3
- ビューティフル塊魂（2007年10月18日）Xbox 360
- のびのびBOY（2009年2月19日）PS3
- 塊魂TRIBUTE（2009年7月23日）PS3
- 塊魂 ノ・ビ～タ（2011年12月17日）PS Vita
- リッジレーサー（2011年12月17日）PS Vita
- スーパーモンキーボール 特盛あそビ〜タ!（2012年6月14日）PS Vita
- ガンスリンガー ストラトス（2013年7月12日）AC
- 鉄拳タッグトーナメント2（2012年9月13日）PS3 / Xbox 360 / Wii U
- 鉄拳 レボリューション（2013年6月12日）PS3
- 街コロ（2014年3月31日）iOS

### 音楽作品
（CDまたは配信のみ作品も含む）

#### サウンドトラック
- 鉄拳タッグトーナメント（2000年4月）
- リッジレーサー5（2000年5月）
- 塊魂「塊フォルテッシモ魂」（2004年5月19日）
- リッジレーサーズ ダイレクトオーディオ（2005年4月27日）
- みんな大好き塊魂「塊は魂」（2005年7月20日）
- 僕の私の塊魂「塊オリジナルサウンドトラック魂」（2005年12月21日）
- リッジレーサー7 ダイレクト・オーディオ（2007年4月25日）
- ビューティフル塊魂サウンドトラック「塊ステキ魂」(2007年11月21日）
- リッジレーサー6 ダイレクト・オーディオ（2009年1月14日）
- 塊魂TRIBUTE「かたまりたけし」（2009年8月19日）
- のびのびBOY 0---0（2010年4月28日）
- 塊魂ノ・ビ〜タ「かたもりだましい」（2011年12月21日）
- NobiTunes 0---0 のびのびBOY（2011年5月11日）
- 塊魂ノ・ビ〜タ2「かまたりだましい」（2012年4月11日）
- RIDGE RACER – PLANETARY SOUNDS（2012年3月15日）
- 塊魂ノ・ビ〜タ3「塊アバンチュール魂」（2012年11月21日）
- XEVIOUS 30TH ANNIVERSARY TRIBUTE（2013年1月29日）

#### 他の参加作品
- Everything needs love featuring BoA / MONDO GROSSO（2002年10月30日・2003年6月25日）
- グルーヴィーソースレコーディングス A/W
- FM音源マニアックス（2006年6月1日）
- Game Music Prayer2（2013年4月27日）
- ザ・レジェンドアーチスト お宝発見！（2014年6月4日）

## 主な受賞歴
- ゲームスポットベスト&ワーストオブ2004 ベストオリジナルミュージック
- 米TIME誌ベストアンドワースト2004 ベストビデオゲーム4位
- 2004年 グッドデザイン賞
- G.A.N.G. (Game Audio Network Guild) ベストオリジナルボーカルソングーポップ2006
- 2006年 グッドデザイン賞